# Раб снов
«Раб снов» (англ. Slave of Dreams) — телефильм по мотивам библейских рассказов об Иосифе, проданном братьями в рабство египтянам. Другой вариант названия в русском переводе — «Раб мечты». Фильм был снят для американского кабельного телеканала Showtime. Съёмки происходили в 1994 году в Марокко.

## Сюжет
Юный Иосиф — любимец отца, Иакова. И это вызывает ревность старших братьев, которые заманивают Иосифа в ловушку и продают в рабство. О юноше идёт молва, что он умеет толковать сны. Смышлёного раба замечает египетский вельможа — главный палач фараона — Потифар, а затем и вовсе делает его домоправителем.
У Потифара есть любимая жена, Зулейка. Она страстно влюбляется в красивого молодого раба — Иосифа, о котором ей снятся сны, и пытается соблазнить его разными способами, но тщетно. Иосиф праведен и стойко следует заветам Бога. В гневе она обвиняет его перед мужем в попытке изнасилования и требует казнить. Потифар догадывается, что произошло на самом деле, но ревнуя жену и пытаясь скрыть скандал, бросает Иосифа в подземную тюрьму. Там юноша встречает двух опальных слуг фараона, которым растолковывает их сны, предрекая одному смерть, а другому возвращение царской милости. Всё так и сбывается.
Иосиф находится в заточении, уже отчаявшись выйти на свободу, но тут о нём — как о толкователе сновидений — узнаёт сам фараон и призывает к себе разгадать мучающие его сны. Вера и ум Иосифа настолько поражают царя Египта, что тот назначает его своим наместником. Потифар и Зулейка готовы понести наказание, но Иосиф не собирается мстить ни одному из них и прощает.
По библейской хронологии показанные в фильме события происходили в XVI веке до н. э.

## В ролях
- Эдвард Джеймс Олмос — Потифар
- Шерилин Фенн — Зулейка, жена Потифара
- Эдриан Пасдар — Иосиф